# Jean-Simon Desgagnés
Jean-Simon Desgagnés (* 26. Juli 1998 in Québec) ist ein kanadischer Leichtathlet, der sich auf den Hindernislauf spezialisiert hat. Über diese Distanz siegte er 2023 bei den Panamerikanischen Spielen.

## Sportliche Laufbahn
Erste internationale Erfahrungen sammelte Jean-Simon Desgagnés bei den Crosslauf-Weltmeisterschaften 2017 in Kampala, bei denen er nach 26:42 min auf den 65. Platz im U20-Rennen gelangte. Im Juli desselben Jahres siegte er in 8:56,57 min über 3000 m Hindernis bei den Panamerikanischen-U20-Meisterschaften in Trujillo. 2019 gewann er bei der Sommer-Universiade in Neapel in 8:36,20 min die Bronzemedaille hinter den Südafrikanern Rantso Mokopane und Ashley Smith, nachdem dem ursprünglichen Sieger Mounaime Sassioui die Goldmedaille wegen eines Dopingverstoßes aberkannt worden war. 2022 siegte er in 8:22,95 min bei der Track Night NYC und im Juli schied er bei den Weltmeisterschaften in Eugene mit 8:40,90 min im Vorlauf aus. Daraufhin gewann er bei den NACAC-Meisterschaften in Freeport in 8:33,25 min die Bronzemedaille hinter den US-Amerikanern Evan Jager und Duncan Hamilton. Im Jahr darauf belegte er bei den Weltmeisterschaften in Budapest mit 8:15,88 min im Finale den achten Platz, ehe er bei den Panamerikanischen Spielen in Santiago de Chile in 8:30,14 min die Goldmedaille gewann. 2024 siegte er in 8:16,49 min beim USATF Los Angeles Grand Prix, ehe er bei den Olympischen Sommerspielen in Paris mit 8:19,31 min im Finale auf Rang 13 gelangte.
In den Jahren 2023 und 2024 wurde Desgagnés kanadischer Meister im 3000-Meter-Hindernislauf.

## Persönliche Bestleistungen
- 1500 Meter: 3:38,50 min, 29. Juni 2023 in Montreal
- 3000 Meter: 7:53,01 min, 14. August 2021 in Memphis
  - 3000 Meter (Halle): 7:47,39 min, 10. Februar 2024 in Boston
- 5000 Meter: 13:33,38 min, 12. April 2024 in Azusa
- 3000 m Hindernis: 8:13,11 min, 7. Juli 2024 in Paris